# Lillomarka
Lillomarka est une zone forestière située au nord-ouest du Sentrum d'Oslo, en Norvège. C'est une partie d'Oslomarka, dans les municipalités d'Oslo et de Nittedal.

## Description
Lillomarka se trouve au sud-est de Nordmarka et au nord de Gjelleråsen. Le point culminant de Lillomarka est Brennberget à 441 m d'altitude.
Lillomarka est habitée depuis longtemps. La zone contient les anciennes mines de cuivre de Gothalfske, le lac Alnsjø (l'une des sources d'eau potable d'Oslo) et le lac Breisjø. Plusieurs des lacs de Lillomarka ont été utilisés pour récolter la glace; le barrage de glace à Årvoll et Vesletjern à Ammerud étaient tous deux d'importantes sources de glace pour les habitants d'Oslo. Vesletjern a été utilisé jusqu'en 1945, tandis que la glace a été récoltée à partir du barrage de glace d'Årvoll jusqu'en 1967-68. Aujourd'hui, Vesletjern est un lac public pour la baignade. Ces dernières années, Lillomarka est devenue une zone populaire pour les activités de plein air et les loisirs physiques. Le pavillon sportif de Linderud est le site d'un centre d'entraînement populaire pour le saut à ski. La forêt compte de nombreux étangs et lacs propices au camping. La pêche est également autorisée dans toute la forêt dans tous les étangs et lacs à l'exception des réservoirs d'eau potable Alunsjø et Breidsjø. Des sentiers de randonnée et des pistes équestres parcourent la région

## Zones protégées
- Réserve naturelle de Lillomarka[2]
- Réserve naturelle de Slattumsrøa[3]

## Galerie

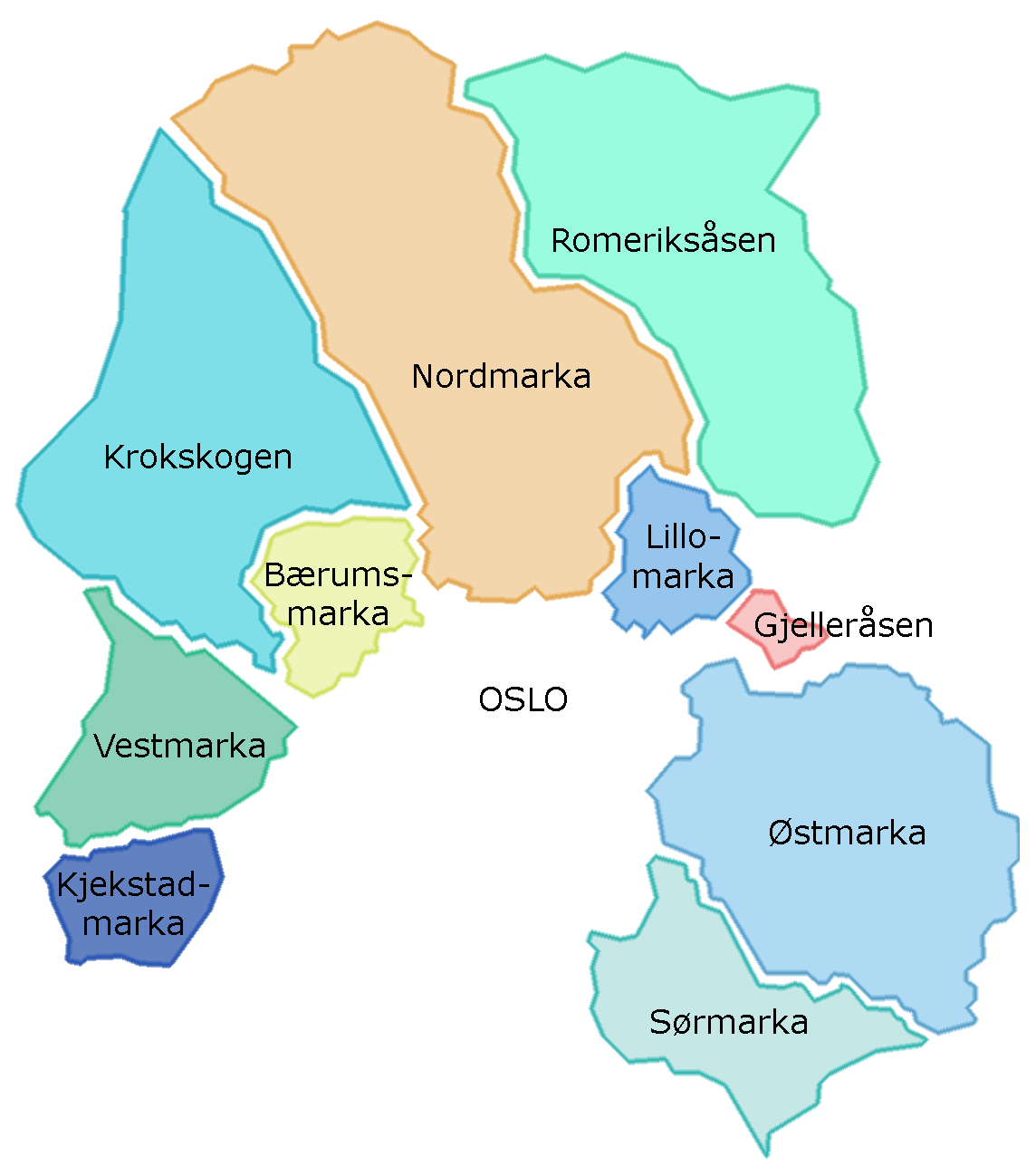
Les différentes zones de l'Oslomarka
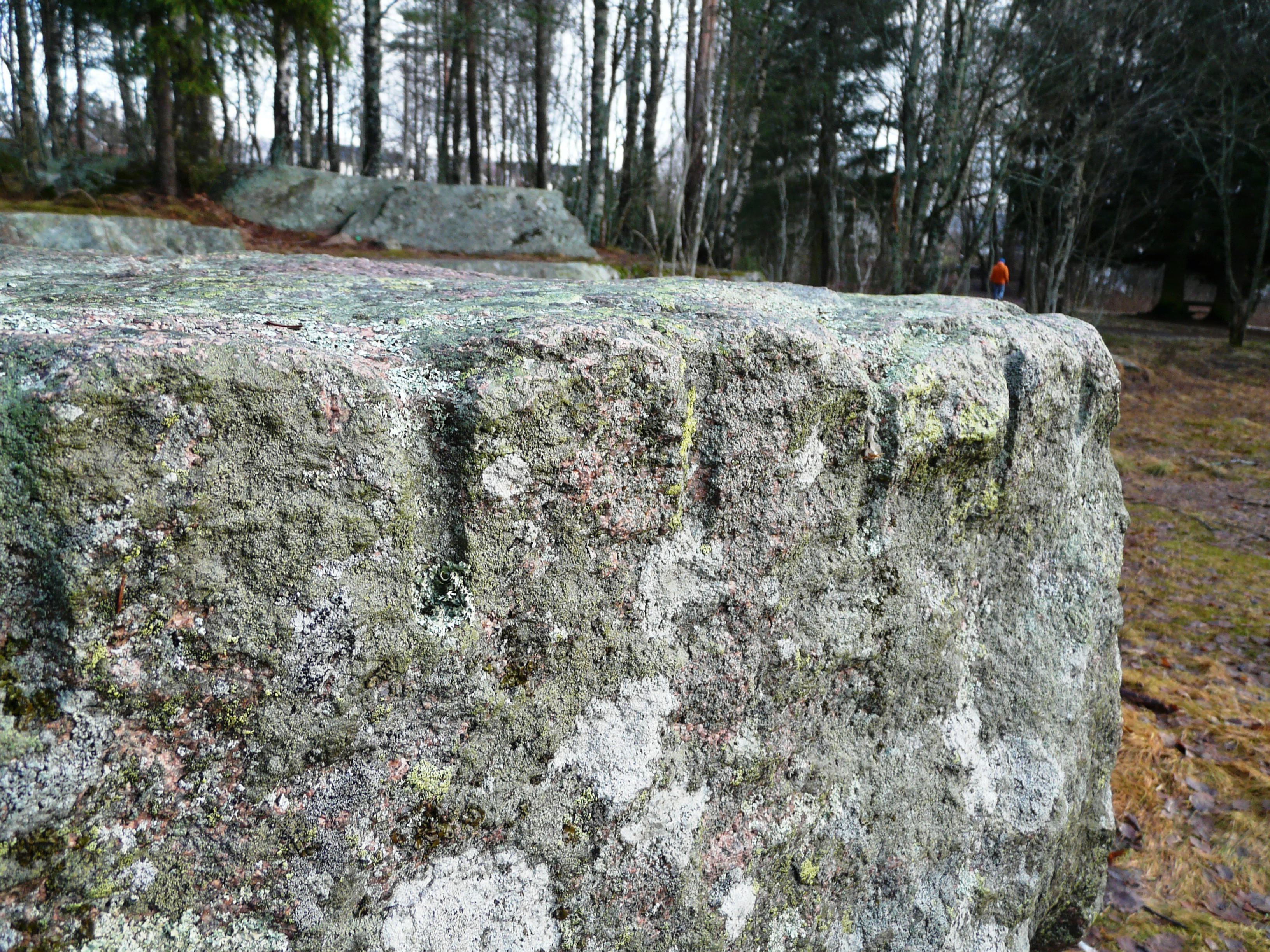
Extraction minière
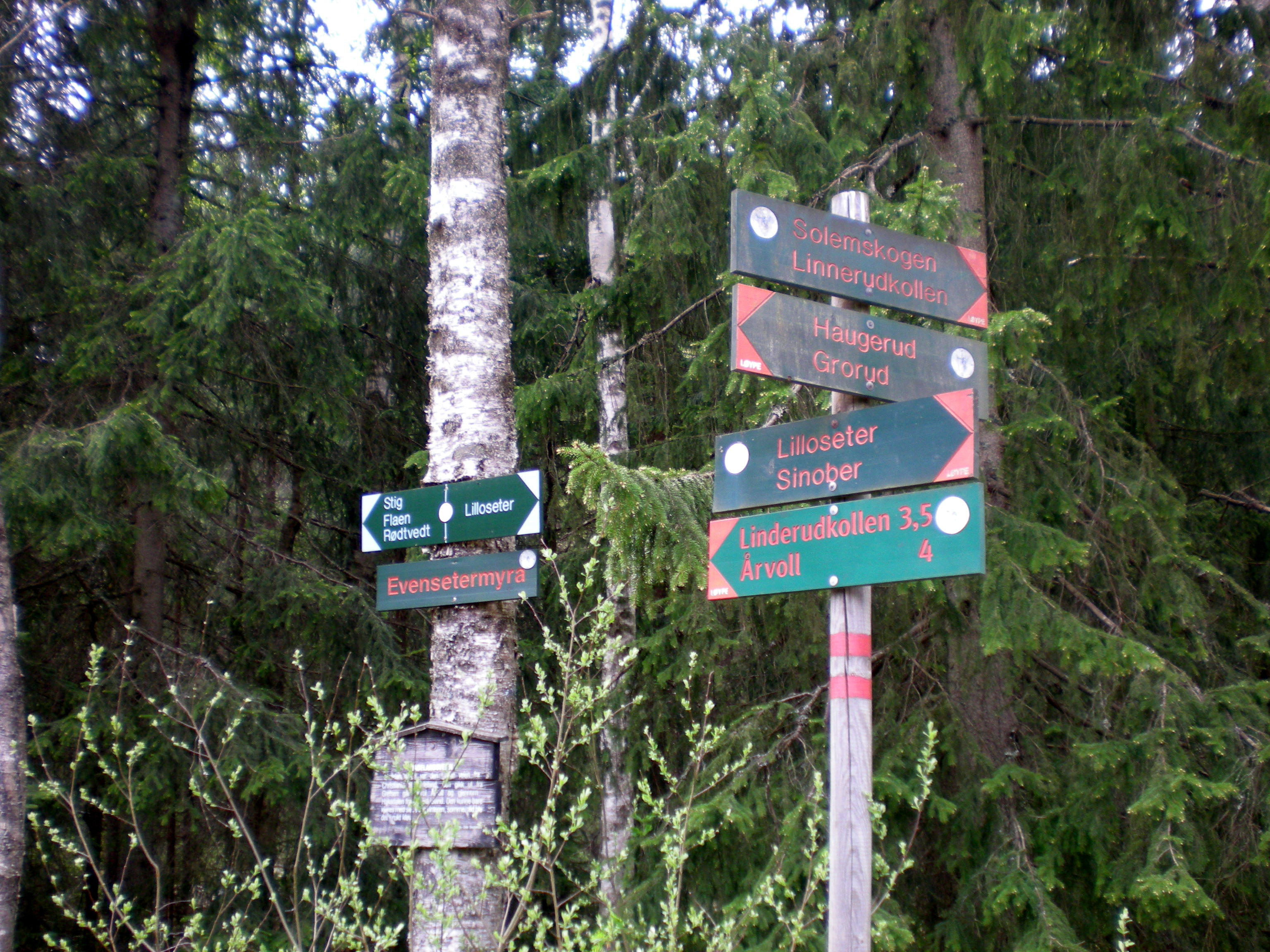
Panneaux de randonnée